# Klein Düben
Klein Düben (niedersorbisch Źěwink) ist ein Dorf in der brandenburgischen Gemeinde Jämlitz-Klein Düben im Landkreis Spree-Neiße an der Grenze zum sächsischen Landkreis Görlitz.

## Geographie
Klein Düben liegt im westlichen Teil der Gemeinde. Im äußersten Nordosten von Klein Düben liegt Wolfshain, im Norden grenzt Tschernitz an, im Osten liegt Jämlitz, im Südosten liegt hinter der Landesgrenze der Gablenzer Ortsteil Wossinka, im Süden liegt Kromlau, im Südwesten Halbendorf und im Westen Groß Düben. Die nächsten Städte sind Spremberg im Westen, Weißwasser im Süden und Bad Muskau im Osten.
Nördlich des Ortes verläuft die Bundesstraße 156, die sich im Nordwesten mit der B 115 vereinigt. Die Bahnstrecke Weißwasser–Forst verlief nur wenige Kilometer westlich des Ortes mit den nächsten Bahnhöfen in Halbendorf und Wolfshain. Die nächsten Bahnhöfe zur Bahnstrecke Berlin–Görlitz befinden sich in Schleife und Weißwasser.

## Geschichte
Klein Düben fand 1490 als Dybe und 1511 zum Kleynen Diben urkundliche Erwähnungen. Urnenfunde, unter anderem aus dem Jahr 1828, belegen, dass auf der Gemarkung schon wesentlich früher gesiedelt wurde. Der Name ist eine Abgrenzung zum benachbarten Groß Düben und daher gleichen Ursprungs.
Es ist anzunehmen, dass der Besitzer von Klein Düben im 14. Jahrhundert Lehnsschutz bei den Herren von Hackenborn auf Triebel und Priebus suchte. Auf diesem Wege wurde Klein Düben ein Vasallengut, das beim erblosen Tod seines Besitzers von der Herrschaft neu verlehnt werden konnte. Als die Herren von Hackenborn Triebel verkauften, wechselte auch Klein Düben den Lehnsherren, während Kromlau und Jämlitz in der Priebusser Herrschaft blieben.
Im Jahr 1511 wurde der Adlige Peter von Horn auf Klein Düben der Raubritterei verdächtigt. Die Oberlausitzer Städte beschlossen, gegen die Niederlausitzer Raubritter vorzugehen. An einem Sonnabend in der Kirmeszeit sammelten sich entsandte Söldner bei Boxberg und kamen gegen Mittag in Klein Düben an, fanden Horn jedoch nicht vor. Einige der Söldner entwendeten dort Nahrungsmittel, so dass Horn wenig später eine Klageschrift an den Landvogt der Niederlausitz gab, die dieser den Oberlausitzer Städten schickte. Die Angelegenheit geriet ins Stocken letztendlich in Vergessenheit. Der Vorwurf der Räuberei, gegen den Peter Horn ebenfalls Einspruch erhob, wird durch spätere Dokumente gedeckt. Zudem wurde sein Sohn Hans am 14. Oktober 1513 zu Crossen an der Oder wegen Räuberei mit dem Schwert hingerichtet.
Die von Horns waren noch ungefähr bis Anfang des 17. Jahrhunderts Besitzer von Klein Düben, danach wechselte der Besitz häufiger. Carol von der Heide tauschte 1616 mit Christoph von Briesen, seit 1601 Besitzer von Tschernitz, die Güter. Nur 13 Jahre später verkaufte Christoph von Briesen Klein Düben an Bartel von Mandelslo, durch dessen baldigen Tod das Gut an Balthasar von Mandelslo wechselte. Infolge des Dreißigjährigen Krieges waren Felder in Klein Düben verwüstet und verwildert und das Gut in einem renovierungsbedürftigen Zustand. Der minderjährige Hans Siegmund von Mandelslo erbte das verschuldete Gut 1671, das durch seinen Vormund am 15. März 1678 für 3300 Taler verkauft wurde.
Als sein Käufer Hans Christoph von Stutterheim wenige Jahre darauf starb, verkaufte seine Gemahlin das Gut 1682 „zwingender Schulden wegen“ für 4500 Taler. Der Käufer trat aus Angst vor Streitigkeiten mit den mitverlehnten Herren noch im gleichen Jahr vom Kauf zurück. Der Lehnsherr kam daraufhin zur Entscheidung, dass jene ihrer Lehnspflicht nicht nachgekommen sind und ihr Anspruch auf Klein Düben somit verfallen sei. Er verkaufte das Gut 1683 an Joachim Heinrich von Leubnitz, der es nach nur vier Jahren weiter an Hans Wolf von Ponickau verkaufte. Elisabeth Tugendreich von Muschwitz erwarb das Mannlehen 1692 für 4600 Taler. Da sie nur zwei Töchter hatte, wurden ihre Brüder Lehnsträger.
Durch einen Blitzschlag brannten am 16. Juni 1702 große Teile des Gutshofes ab. Das Herrenhaus war zwar nicht betroffen, dafür sieben Bauernwohnungen und die meisten Scheunen.
Am 21. Januar 1728 kaufte der Leutnant Joachim Heinrich von Berge das Gut für 7500 Taler. Es blieb bis in die frühen 1780er Jahre in Familienbesitz und wurde dann für 12.000 Taler verkauft. Mit 2000 Talern Gewinn veräußerte der Käufer das Gut 1785 an den Besitzer von Bagenz, Adam Siegmund Graf von Oertzen. Sein Sohn und Erbe Karl Ludwig Graf von Oertzen schlug seinem Vater gleich eine militärische Laufbahn ein und brachte es bis 1800 zum Generalstitel in der sächsischen Armee. Er verstarb zwei Jahre später unerwartet. Von seiner Frau hatte er 14 Kinder, von denen vier im Kindesalter und eine Tochter mit 16 oder 17 Jahren verstarben. Unter den restlichen neun Kindern waren acht Söhne, von denen sechs zwischen 1807 und 1813 zumeist durch Kriegseinwirkungen starben. Trotz der Güter in Klein Düben und Dubraucke war die Witwe verschuldet, sodass 1809 den 35.000 Talern Wert des Gutes Klein Düben über 10.000 Taler Schulden gegenüberstanden. Von ihrem Vetter Friedrich Georg Henning von Oertzen wurde das Gut Klein Düben 1815 für 25.000 Taler gekauft, der es jedoch bereits 1824 für 35.000 Taler wieder verkaufte.
Am 25. März 1828 erstand Ferdinand Adolf von Leupold das Gut vor dem Patrimonialgericht in Wolfshain für 21.000 Taler. Am 3. Juli desselben Jahres brannten die Brennerei und die Brauerei nieder. Der Abschluss des Rezesses über die Dienstregulierung, Ablösung und Teilungen zwischen Gutsherrschaft und Gemeinde fand am 24. April 1829 statt und wurde am 3. Januar 1832 durch die brandenburgische Regierung in Frankfurt/Oder lehnsherrlich bestätigt. Als Entschädigung für die Abtretungen durch das Gut wurden den Bauern Geld- und Sachabgaben aufgelegt. Außerdem hatten sie zwölf Jahre lang während der Saat- und Erntezeit kostenlose Hilfsdienste zu leisten.
Die um 1830 erbaute Windmühle brannte 1844 und wurde im Folgejahr durch ihren Besitzer wieder aufgebaut. Da sie nur geringe Einnahmen abwarf, wurde sie Mitte der 1850er Jahre abgebrochen, nach Sabrodt verkauft und dort wieder aufgebaut.
Der Geheime Obermedizinalrat Dr. Johann Wilhelm von Brunn kaufte das Gut 1855 und übertrug es sechs Jahre später seinem Sohn für 45.000 Taler, der es im Folgejahr für 50.000 Taler an den Kaufmann Emil Rudolf Hoyer übertrug. Hoyer war nur selten auf dem Gut und ließ es durch Inspektoren bewirtschaften, bevor er es im Dezember 1871 für 70.000 Taler an Friedrich Barschel verkaufte, der es im Folgejahr für nur 65.000 Taler an Hugo von Dobschütz (1858–1899) veräußerte. Dobschütz tauschte 1878 mit dem Hauptmann Wilhelm Nixdorf das Gut gegen dessen Villa in Lauban.
In den folgenden Jahren wechselte das Gut mehrfach in kurzen Abständen seinen Besitzer, bevor Melitta Gräfin von Dönhof es 1885 erwarb. Auch sie hielt sich nur selten in Klein Düben auf und ließ es von Inspektoren verwalten. Die Gablenzer Kirchgemeinde, der Klein Düben über all die Jahrhunderte angehörte, verdankt ihr eine selbst angefertigte Zeichnung „Erste Abendmahlsfeier am Hofe des Churfürsten von Brandenburg“. Ihr Nachfolger Karl August Fritz Wecker hatte das Herrenhaus um 1403 vollständig um- und ausgebaut.

## Bevölkerungsentwicklung
In einer Spezifikationsurkunde, die Friedrich Gottlob von Berge am 3. Mai 1769 der Herrschaft Triebel einreichte, werden zwölf Wirtschaften genannt, davon 2 Bauern, 8 Gärtner und 2 Büdner. Es ist anzunehmen, dass die Gutsherrschaft im folgenden halben Jahrhundert Land an Untertanen abgetreten hat, die gewillt waren, eine neue Wirtschaft aufzubauen.
In der Rezessurkunde von 1829 werden neben dem Rittergutsbesitz 25 Wirtschaften genannt, davon 2 Bauern, 8 Gärtner, 14 Büdner (darunter ein Schänker) und ein Windmüller.
Anfang des 20. Jahrhunderts wirtschafteten in Klein Düben 1 Bauer, 8 Gärtner, 5 Büdner und 13 Häusler. Neben der Landarbeit als Haupterwerb gab es drei Handwerksbetriebe (Tischlerei, Stellmacherei und Schmiede).
Muka ermittelte in den 1880ern einen sorbischen Bevölkerungsanteil von 91 % (152 Sorben, 15 Deutsche). Von den 164 Einwohnern im Jahr 1905 waren alle evangelischen Glaubens.
Die Einwohnerentwicklung ab 1875 im Überblick
| Jahr      | 1875 | 1890 | 1905 | 1925 | 1933 | 1939 | 1946 | 1950 |
| Einwohner | 205  | 172  | 164  | 189  | 164  | 150  | 190  | 197  |
| Jahr      | 1964 | 1971 | 1981 | 1989 | 1990 | 1994 | 2000 | 2008 |
| Einwohner | 181  | 168  | 158  | 138  | 130  | 100  | 155  | 133  |

## Verwaltungsgliederung
Durch die preußische Verwaltungsreform wurde Klein Düben 1818 dem preußisch-brandenburgischen Landkreis Sorau (Lausitz) zugeschlagen. Seit 1945 wurde der kleinere Teil des Landkreises westlich der Lausitzer Neiße von der vormals kreisfreien Stadt Forst (Lausitz) aus verwaltet. Der südliche Teil des Restkreises Sorau wurde 1946 dem umgestalteten Landkreis Spremberg zugeschlagen. Bei der Verwaltungsreform von 1952 wechselte die südlich von Klein Düben gelegene Gemeinde Kromlau in den neu gebildeten Kreis Weißwasser, in den auf diese Weise Klein Düben und Jämlitz halbinselartig ragten.
In der brandenburgischen Kreisreform von 1993 schlossen sich die Kreise Spremberg, Cottbus-Land, Guben und Forst zum Landkreis Spree-Neiße zusammen. In den folgenden Jahren kam es zu einer Reihe von Gemeindezusammenschlüssen, so auch zu dem von Jämlitz und Klein Düben am 31. Dezember 2001, aus dem die Gemeinde Jämlitz-Klein Düben hervorging.